# این کلاه من نیست
این کلاه من نیست (انگلیسی: This is Not My Hat) یک کتاب عکس برای کودکان، اثر جان کلاسن، نویسنده و تصویرگر کانادایی است که در سال ۲۰۱۲ منتشر شد. این داستان به‌کمک یک ماهی کوچک که نقش راوی غیرقابل اعتماد کتاب را بر عهده دارد، روایت می‌شود. ماهی کوچک کلاه ماهی بزرگ را می‌دزدد و به واکنش‌های احتمالی ماهی بزرگ در مواجهه با این دزدی فکر می‌کند. این کتاب دنبالهٔ مضمونی می‌خواهم کلاهم برگردد محسوب می‌شود که قرار بود تکمله‌ای دقیق از آن باشد اما کلاسن تصمیم گرفت تا شخصیت‌های داستان را تغییر دهد. اثر کلاسن پس از انتشار با استقبال خوبی مواجه شد و نقادان به طنز سیاه و طعنه‌آمیز آن اشاره کردند. این طنز تنها با مقایسهٔ واژه‌های روایت ماهی کوچک با رخدادهایی که در تصویرگری‌ها دنبال می‌شود، قابل‌درک است. کلاسن توانست برای تصویرگری این کتاب نشان کالدکوت ۲۰۱۳ و نشان کیت گریناوی ۲۰۱۴ را دریافت کند تا برای نخستین بار، یک کتاب برندهٔ هر دو جایزه شود.

## پیشینه و انتشار

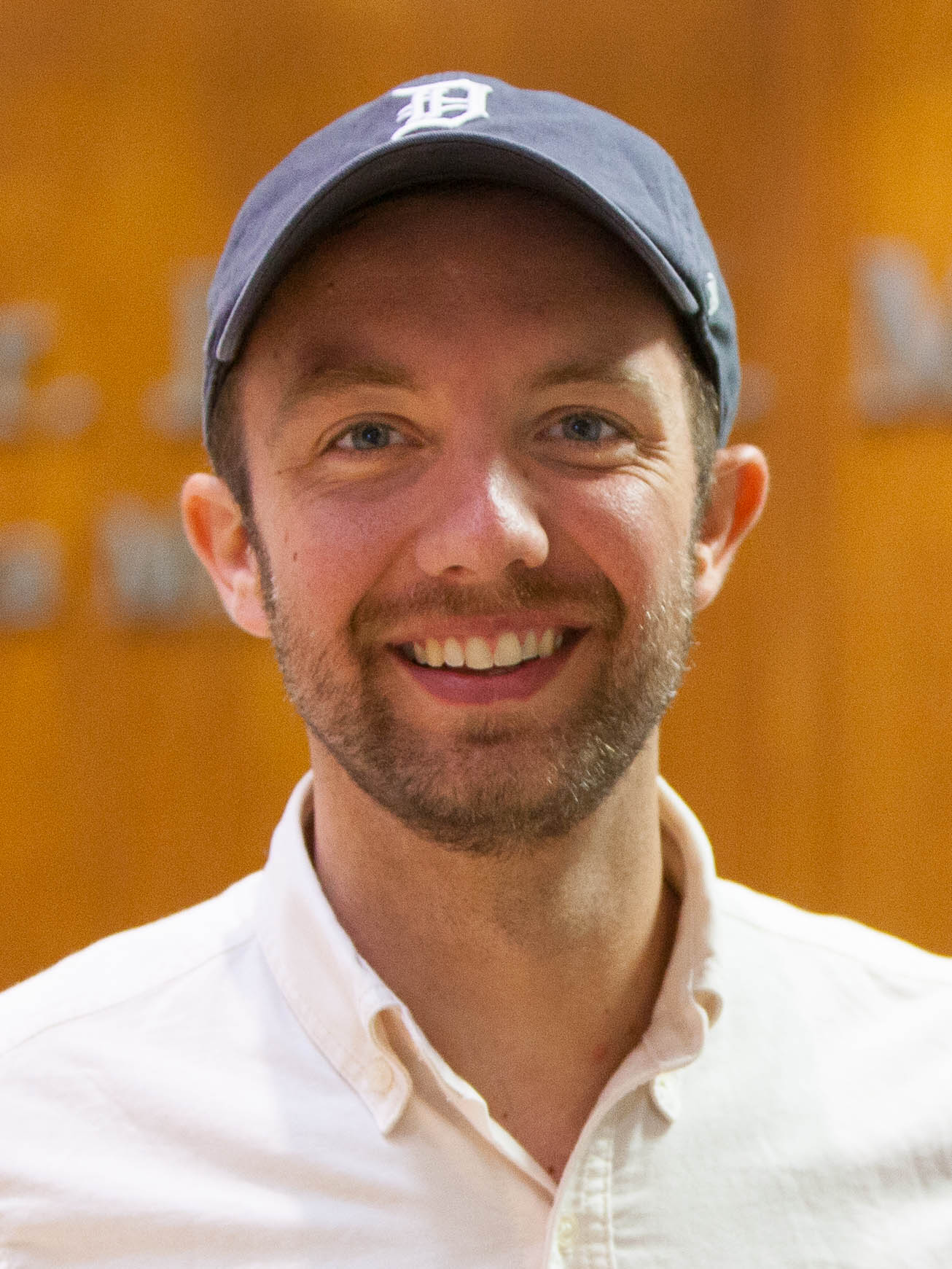
جان کلاسن، نویسنده و تصویرگر این کلاه من نیست در سال ۲۰۱۳

جان کلاسن، نویسنده و تصویرگر کتاب‌های کودکان و پویانمای کانادایی است. او در رشتهٔ پویانمایی و مبانی هنر در کالج شریدان تحصیل کرد و پس از فارغ‌التحصیلی در سال ۲۰۰۵، به دریم‌ورکس انیمیشن پیوست. کلاسن پس از چند سال فعالیت به‌عنوان پویانما، تصمیم گرفت تا به تصویرگری کتاب بپردازد. می‌خواهم کلاهم برگردد (۲۰۱۱) اولین کتاب کلاسن بود که علاوه بر تصویرگری، نگارش آن را نیز بر عهده داشت. این کتاب دربارهٔ خرسی است که کلاهش را گم کرده‌است و پس از پرس‌وجو از حیوانات دیگر که همگی اظهار بی‌اطلاعی می‌کنند، متوجه می‌شود خرگوش آن را دزدیده‌است. این کتاب آغازگر سه‌گانه‌ای موسوم به کلاه بود که با نگارش و تصویرگری این کلاه من نیست (۲۰۱۲) ادامه یافت و در نهایت، با ما یک کلاه پیدا کردیم (۲۰۱۶) به پایان رسید.
می‌خواهم کلاهم برگردد، اولین کتاب از سه‌گانهٔ کلاه توانست در میان کتاب‌های منتخب جایزهٔ تئودور سوس گازل قرار بگیرد و برندهٔ جایزهٔ خواندن با صدای بلند ای.بی. وایت شود. همچنین این کتاب به‌عنوان بهترین کتاب تصویری سال از نگاه نیویورک تایمز بوک ریویو و بهترین کتاب کودکان سال از نظر پابلیشرز ویکلی معرفی شد. کلاسن به‌دنبال موفقیت می‌خواهم کلاهم برگردد تلاش کرد تا داستان‌های بیشتری را با شخصیت‌های مشابه بنویسد اما در این کار ناموفق بود. سرانجام، مدیر هنری کندلویک پرس، ناشر کلاسن به او پیشنهاد کرد تا از شخصیت‌های جدیدی برای نوشتن داستانش استفاده کند؛ بنابراین کلاسن تمرکزش را به‌جای پستانداران روی ماهی‌ها گذاشت. کلاسن برای نوشتن این کتاب از قلب رازگو، نوشتهٔ ادگار آلن پو الهام گرفت و اشاره می‌کند که این کلاه برای من نیست پایانی «شگرف‌تر» نسبت به سایر آثارش دارد. او تصویرهای این کتاب را پیش از دیجیتالی کردن، با جوهر ترسیم کرد و به تکمیل رنگ‌ها و جزئیات به‌صورت الکترونیکی پرداخت.
این کلاه من نیست در ۹ اکتبر ۲۰۱۲ منتشر شد و کلاسن برای تبلیغ آن به پانزده شهر ایالات متحده سفر کرد. این اثر به بیش از ۲۲ زبان دیگر ترجمه شده‌است. این کلاه من نیست در ایران با نام‌های متفاوتی به زبان فارسی ترجمه و منتشر شده‌است. انتشارات به‌نگار آن را با عنوان این کلاه من نیست! به چاپ رساند و انتشارات پرتقال و علمی و فرهنگی نیز این کتاب را به ترتیب با نام‌های هیچ‌کس پیدایم نمی‌کند و کلاه ماهی‌بزرگه گم شده منتشر کرده‌اند. از نظر کتابک، برخی از عنوان‌های انتخابی ناشران ایرانی برای ترجمهٔ این کتاب با طرح روی جلد که ماهی کوچک را با «چشم‌های وحشت‌زده» نشان می‌دهد و کنش او در داستان هم‌خوانی ندارند.
شرکت وستون وودز در سال ۲۰۱۴، نسخهٔ کتاب صوتی این کلاه من نیست را با خوانش جان کیتینگ منتشر کرد. در این کتاب صوتی برای بازتاب کنش‌های ماهی از سازهای زهی استفاده شد که مشابه ارکستراسیون پیتر و گرگ بود تا با روایت کیتینگ همراهی کند. کندلویک پرس در اواخر سال ۲۰۱۹، مجموعه‌ای متشکل از این کلاه من نیست و دو کتاب دیگر از سه‌گانهٔ کلاه، یعنی می‌خواهم کلاهم برگردد و ما یک کلاه پیدا کردیم را با نام جعبهٔ کلاه جان کلاسن عرضه کرد.

## داستان
ماهی کوچک کلاه ماهی بزرگ را در خواب می‌دزدد و به این می‌بالد که خیلی راحت بتواند از این دزدی قسر دربرود، چون فکر می‌کند ماهی بزرگ حالاحالاها از خواب بیدار نمی‌شود و اگر هم بیدار شود، شاید اصلاً نفهمد که کلاهش را دزدیده‌اند و اگر هم متوجه شود، نمی‌داند چه کسی این کار را انجام داده‌است و ماهی کوچک قرار است به کجا برود اما ماهی بزرگ خیلی زود از خواب بیدار می‌شود و می‌فهمد که کلاهش را دزدیده‌اند. ماهی کوچک قرار است در بین گیاهان پنهان شود و در راه، خرچنگی او را می‌بیند. خرچنگ به ماهی بزرگ می‌گوید که ماهی کوچک به کدام سمت رفته‌است و او را تعقیب می‌کند. ماهی کوچک مطمئن است که دزدی او برملا نخواهد شد اما در پایان داستان، ماهی بزرگ کلاهش را بر سر دارد.

## بازخورد
این کلاه من نیست نقدهای مثبتی، از جمله چند نقد ستاره‌نشان دریافت کرد. بوکلیست در نقد ستاره‌نشان خود طنز کتاب را ستود و به «فرجام احتمالاً تاریک» آن اشاره کرد. پابلیشرز ویکلی به استفادهٔ کلاسن از تصویرگری‌ها برای بیان داستان پرداخت که «قسمت‌های ازقلم‌افتادهٔ» راوی غیرقابل‌اعتماد را پوشش می‌دهد. هورن بوک مگزین و اسکول لایبرری ژورنال نیز نقدهای ستاره‌نشان برای این کتاب نوشته‌اند. از نظر کوییل اند کوایر، نثر این کلاه من نیست ساده، مؤثر و از نظر زمانی هماهنگ با تصویرگری‌های «ماهرانهٔ» کلاسن است. کرکوس ریویوز نیز به شباهت تصویرگری کلاسن در این کتاب با یکی از آثار لئو لیونی اشاره کرد.
لیزا رایت، کتابدار در نقد خود در لایبرری مدیا کانکشن می‌نویسد که «روایت با تصویرها موازی می‌شود، زیرا خواننده حقایق سرقت واقعی را استنباط می‌کند.» عادله خلیفی، نویسندهٔ کتاب‌های کودکان معتقد است روایت هم‌زمان ماهی کوچک و تصویرها «بازی هوشمندانهٔ» کتاب است. جنت هیولیک صفحه‌آرایی آن را موردتوجه قرار داد که برای ابعاد مستطیلی کتاب مناسب است و تصویرها دو صفحه‌ای گسترش یافته‌اند. راجر ساتون، کارشناس ادبیات کودکان در نیویورک تایمز خاطرنشان می‌کند کنش و تصویرسازی‌ها به این معنا است که تمامی کودکان خردسال به اندازهٔ کافی بزرگ نشده‌اند تا این کتاب را بفهمند و درک کنند. این کلاه من نیست به‌دلیل طراحی و سادگی آن مورد تحسین قرار گرفت. برخی از نقادان به خشنودی کلاسن برای استفاده از رنگ‌هایی مثل سیاه و قهوه‌ای در این تصویرگری‌ها اشاره کردند. او در تصویرسازی‌هایش از «رنگ‌های ظریف متالیک» در پس‌زمینهٔ سیاه کتاب استفاده کرده‌است تا کنتراست مناسبی را ایجاد کند.
طبق گزارش پابلیشرز ویکلی در ژانویهٔ ۲۰۱۶، این کتاب برای بیش از چهل هفته جزو فهرست پرفروش‌های نیویورک تایمز بود و مجموع فروش جهانی آن به‌همراه می‌خواهم کلاهم برگردد به بیش از ۱٫۵ میلیون نسخه رسید. این کلاه من نیست در چندین فهرست بهترین کتاب‌های کودکان سال ۲۰۱۲، مانند پابلیشرز ویکلی و انترتینمنت ویکلی قرار گرفت.

## تحلیل‌ها
این کلاه من نیست با ماهی کوچک که راوی داستان است، آغاز می‌شود. روایت ماهی کوچک می‌تواند گفت‌وگویی درونی با خودش یا به‌طور مستقیم با خوانندهٔ کتاب تلقی شود. نثر این کتاب ساده اما دارای تضادهای معنایی است تا ابهام کافی برای تعامل خواننده با داستان را داشته باشد. ماهی کوچک از جمله‌هایی با ساختار تکراری استفاده می‌کند تا کنش خود را توجیه و احساس امنیت کند. او داستان را به شیوهٔ مونولوگ روایت می‌کند و نه‌تنها شخصیتی بی‌اخلاق است، بلکه با این تصور که در نهایت به‌خاطر این دزدی گرفتار نمی‌شود، رفتاری «شرم‌آور» دارد.
سبک گرافیکی این کتاب ساده است تا روی شخصیت‌های اصلی متمرکز باشد. ماهی کوچک در تصویرگری‌ها تقریباً در مرکز یک صفحه قرار می‌گیرد اما ماهی بزرگ دو صفحه از کتاب را به خود اختصاص می‌دهد. پِرسپِکتیو تصویرها در طول کتاب ثابت است و در نمایی میانه باقی می‌مانند. احساسات شخصیت‌های داستان تقریباً از طریق حرکات چشم آن‌ها بیان می‌شوند و حباب‌های ریزی نیز در تصویرها وجود دارد که با هر تغییر حالت، میزان آن‌ها تغییر می‌کند. در صفحه‌های پایانی کتاب، نوع روایت هم‌زمان واژه‌ها در کنار تصویرها تغییر می‌کند و تنها به حضور تصویرها اکتفا می‌شود. راجر ساتون طی نقد این کلاه من نیست در نیویورک تایمز، به این موضوع اشاره کرد که داستان این کتاب تنها با سنجیدن واژه‌های آن در مقابل کنش‌هایی که در تصویرگری‌ها تجسم یافته‌اند، قابل‌درک است؛ زیرا آنچه در پایان رخ می‌دهد، به صراحت بیان نشده و این کار به خوانندهٔ کتاب واگذار شده‌است.
این کتاب پیام اخلاقی پیچیده‌ای را به کمک ماهی کوچک، راوی بی‌توجه به مسائل اخلاقی منتقل می‌کند. این کلاه من نیست توأمان پیشنهاد می‌کند که دزدی نکنید و اگر هم این کار را انجام دادید، گرفتار نشوید. خوانندهٔ داستان می‌تواند ماهی کوچک را برای فرار تشویق و هم‌زمان او را به‌دلیل دزدی مؤاخذه کند. این کتاب بخشی از گرایش نویسندگان و تصویرگران است که به بررسی «فرا مسائل» در کتاب‌های عکس کودکان می‌پردازند. نقادان متعجب بودند که آیا موفقیت این کتاب نشانگر درک کودکان خردسال از طنز کنایه‌آمیز و آیا پیام تاریک آن حاکی از خُلق‌وخوی عمومی آمریکا است.

## جایزه‌ها
این کلاه من نیست برندهٔ نشان کالدکوت ۲۰۱۳ شد و کلاسن در آن سال توانست برای تصویرگری کاموای اضافی، دیپلم افتخار کالدکوت را نیز دریافت کند. این برای دومین بار بود که هم‌زمان جایزه و دیپلم افتخار کالدکوت به یک نفر اعطا می‌شد. پیش از کلاسن، لئونارد وایسگارد در سال ۱۹۴۷ توانسته بود هم‌زمان جایزه و دیپلم افتخار کالدکوت را دریافت کند. ساندرا ایمدیک، رئیس کالدکوت هنر کلاسن را ستود و آن‌ها را «تصویرگری‌های استادانه» نامید که داستان را با «تغییرات جزئی در چشم‌ها و علف‌های دریایی» تعریف می‌کنند و راوی از اصل ماجرا بی‌خبر است. این کلاه من نیست نشان کیت گریناوی ۲۰۱۴ را نیز کسب کرد. کلاسن اولین کسی است که دو نشان کالدکوت و کیت گریناوی را برای یک اثر دریافت کرده‌است.

## یادداشت
1. ↑  ملاک سال انتشار کتاب برای مؤسسهٔ متخصصان خبرهٔ کتابداری و علوم اطلاعات (سیلیپ) در بریتانیا جهت اعطای جایزهٔ سال ۲۰۱۴ نشان کیت گریناوی براساس سال تحصیلی است که تقریباً از سپتامبر ۲۰۱۲ آغاز شد و در اوت ۲۰۱۳ به اتمام رسید. ملاک سال انتشار برای اعطای نشان کالدکوت از سوی انجمن کتابخانه آمریکا براساس سال تقویمی است. این انجمن تنها کتاب‌های مصوری را برای این جایزه در نظر می‌گیرد که برای نخستین بار در ایالات متحده چاپ شده باشند اما سیلیپ تمامی کتاب‌های مصور کودکان را برای نشان کیت گریناوی در نظر می‌گیرد و داوران آن هشت کتاب را در فهرست نهایی خود در سال ۲۰۱۴ برای کودکان بالای ۹ سال توصیه کردند.

## واژه‌نامه
1. ↑  I Want My Hat Back
2. ↑  Hat Trilogy
3. ↑  We Found a Hat
4. ↑  Theodor Seuss Geisel Award
5. ↑  The E.B. White Read Aloud Award
6. ↑  New York Times Book Review
7. ↑  Candlewick Press
8. ↑  Weston Woods Studios
9. ↑  John Keating
10. ↑  Jon Klassen’s Hat Box
11. ↑  Starred review
12. ↑  The Horn Book Magazine
13. ↑  School Library Journal
14. ↑  Quill & Quire
15. ↑  Kirkus Reviews
16. ↑  Lisa Wright
17. ↑  Library Media Connection
18. ↑  Jeannette Hulick
19. ↑  Roger Sutton
20. ↑  Extra Yarn
21. ↑  Leonard Weisgard
22. ↑  Sandra Imdieke
23. ↑  Kate Greenaway Medal

### فارسی
- «این کلاه من نیست!». خانه کتاب و ادبیات ایران. بایگانی‌شده از اصلی در ۹ سپتامبر ۲۰۲۲. دریافت‌شده در ۱۸ شهریور ۱۴۰۱.
- خلیفی، عادله (۱۷ شهریور ۱۳۹۸). «شگردهایی برای خواندن یک کتاب خوب، بررسی مجموعه سه کتاب، سه کلاه، بخش نخست». کتابک. بایگانی‌شده از اصلی در ۱ مه ۲۰۲۲. دریافت‌شده در ۱۸ شهریور ۱۴۰۱.

### انگلیسی
- "2013 Caldecott Medal and Honor Books". Association for Library Service to Children (ALSC). Archived from the original on 7 September 2022. Retrieved 7 September 2022.
- "Best Books of 2012 | Publishers Weekly". PublishersWeekly.com. Archived from the original on 7 September 2022. Retrieved 7 September 2022.
- "Children's and Young Adult Reissues: Fall/Winter 2019". Publishers Weekly. 14 November 2019. Archived from the original on 14 May 2020. Retrieved 9 September 2022.
- "Kids' book author Jon Klassen discusses 'This is Not My Hat'". Los Angeles Times. 7 October 2012. ISSN 0458-3035. Archived from the original on 7 September 2022. Retrieved 8 September 2022.
- "Leonard Weisgard 1916-2000". Publishers Weekly. 247 (5): 33. 2000.
- "Pick of the Day: This Is Not My Hat". www.slj.com. Media Source Inc. 24 September 2012. Archived from the original on 8 September 2022. Retrieved 8 September 2022.
- "This Is Not My Hat". Kirkus Reviews. Kirkus Media LLC. 29 August 2015. Archived from the original on 8 September 2022. Retrieved 8 September 2022.
- "This Is Not My Hat". www.commonsensemedia.org. Common Sense Media Inc. Archived from the original on 8 September 2022. Retrieved 8 September 2022.
- "This Is Not My Hat". www.publishersweekly.com. PWxyz LLC. Archived from the original on 8 September 2022. Retrieved 8 September 2022.
- "This Is Not My Hat". Quill & Quire. Archived from the original on 26 October 2021. Retrieved 11 September 2022.
- This Is Not My Hat, by Jon Klassen | Booklist Online. 2012-08-01. Archived from the original on 7 September 2022. Retrieved 8 September 2022.
- Diaz, Shelley (26 June 2014). "Klassen and Brooks Take UK's Greenaway and Carnegie Medals". School Library Journal. Media Source Inc. Archived from the original on 8 September 2022. Retrieved 8 September 2022. Klassen is the first Canadian and his title is the first Caldecott Medal-winning book to win the Greenaway.
- Dorau, Bethany Groff (2019). Litary Biographies. Great Neck Publishing. pp. 1–2.
- Drabble, Emily (23 June 2014). "Jon Klassen: Kate Greenaway medal winner 2014 – in pictures". The Guardian. ISSN 0261-3077. Archived from the original on 7 September 2022. Retrieved 8 September 2022.
- Fowler, Tara; Stillman, Josh (27 December 2012). "10 Great Kids Books of 2012". EW.com. Archived from the original on 22 October 2021. Retrieved 9 September 2022.
- Goodwin, P. (Summer 2013). "This is Not My Hat". School Librarian. 61 (2): 92.
- Hahn, Daniel (2015). "I Want My Hat Back". The Oxford Companion to Children's Literature (2nd ed.). Oxford University Press. ISBN 978-0-19-174437-2.
- Hulick, Jeannette (2012). "This Is Not My Hat". Bulletin of the Center for Children's Books. 66 (3): 129–130 – via ProQuest.
- Jonker, Travis (9 October 2012). "Psychoanalyzing Jon Klassen — @100scopenotes 100 Scope Notes". 100scopenotes.com. Archived from the original on 7 September 2022. Retrieved 9 September 2022.
- Le, Minh (30 January 2013). "'This is Not My Hat': Reading (a little) too much into the 2013 Caldecott winner". nydailynews.com. Archived from the original on 8 September 2022. Retrieved 9 September 2022.
- Lodge, Sally (10 April 2014). "Klassen's 'Hat' Books Hit One-Million Mark". Publishers Weekly. Archived from the original on 7 September 2022. Retrieved 9 September 2022.
- Lodge, Sally (5 January 2016). "Jon Klassen Scores a Hat Trick". www.publishersweekly.com. Archived from the original on 7 September 2022. Retrieved 9 September 2022.
- Robinson, Lolly (27 September 2012). "This Is Not My Hat — The Horn Book". www.hbook.com. Archived from the original on 7 September 2022. Retrieved 9 September 2022.
- Robinson, Lolly (29 January 2013). "Caldecott 2013 post mortem — The Horn Book". www.hbook.com. Archived from the original on 7 September 2022. Retrieved 9 September 2022.
- Robinson, Lolly (31 January 2013). "Ethics, food chains, and stolen hats — The Horn Book". www.hbook.com. Archived from the original on 8 September 2022. Retrieved 9 September 2022.
- Sierschynski, Jarek; Louie, Belinda; Pughe, Bronwyn (2014). "COMPLEXITY IN PICTURE BOOKS". The Reading Teacher. 68 (4): 287–295 – via JSTOR.
- Smith, R. L. (2012). "This Is Not My Hat". The Horn Book Magazine. 88 (5): 66–67.
- Sutton, Roger (9 November 2012). "'Little Tug' and 'This Is Not My Hat'". The New York Times. ISSN 0362-4331. Archived from the original on 7 September 2022. Retrieved 9 September 2022.
- Taylor, L. (2014). "Klassen, Jon. This Is Not My Hat ". School Library Journal. 60 (7): 49. Archived from the original on 9 September 2022.
- Wright, L. (2013). "This Is Not My Hat". Library Media Connection. 31 (4): 63.